# Hydrodytes opalinus
Hydrodytes opalinus är en skalbaggsart som först beskrevs av Zimmermann 1921.  Hydrodytes opalinus ingår i släktet Hydrodytes och familjen dykare. Inga underarter finns listade i Catalogue of Life.